# Andrée Lacelle
Andrée Lacelle, née le 30 janvier 1947 à Hawkesbury (Ontario, Canada), est une poétesse, traductrice, enseignante et critique littéraire franco-ontarienne. Certains de ses poèmes sont traduits en anglais et en tchèque.

## Biographie
Née dans l’Est de l'Ontario, Andrée Lacelle vit à Ottawa. Après des études au Collège Bruyère et à l'Université d'Ottawa, elle occupe plusieurs postes dans la fonction publique fédérale dans les années 1970 et 1980.  
Andrée Lacelle fait partie de la première vraie «vague» de production au féminin au Canada français dans les années soixante-dix et l'importance de son oeuvre «ne s'est jamais démentie» par la suite. 
Elle publie son premier recueil de poésie en 1979 : Au soleil du souffle. En 1995, elle reçoit le Prix Trillium de langue française pour Tant de vie s’égare. Ce recueil lui vaut également le Prix de poésie de l'Alliance française d'Ottawa-Hull, en plus d'être finaliste au prix du Gouverneur général. L'année suivante, elle devient écrivaine en résidence au Département des lettres françaises de l'Université d'Ottawa. 
Andrée Lacelle choisit fréquemment d'accompagner sa poésie d'œuvres visuelles. Par exemple, La vie rouge intègre des huiles sur papier, créées par Cyril Bonnes, et La Voyageuse inclut une suite photographique de Marie-Jeanne Musiol. 
Parallèlement à sa pratique créative, Andrée Lacelle commente ou critique régulièrement la littérature franco-ontarienne dans les pages de Liaison (ancienne revue des Éditions L'Interligne), à l'émission Panorama (chaîne de télévision TFO, de 2006 à 2010) et dans sa chrononique radiophonique Au cœur des mots (radio du Réseau des francophones d'Amérique, 2011 à 2014). 
À cause de cet engagement envers la littérature et ses artisans, les Écrits des Hautes-Terres lui confient la direction de leur collection de poésie en 1999, fonction qu'elle remplira pendant une décennie, jusqu'à ce que la maison d'édition devienne une coopérative. La même année, elle est invitée d'honneur au Salon du livre de l'Outaouais. Le 10 décembre 2000, la Première Chaîne de Radio-Canada présente sa fiction radiophonique Survenance, interprétée par Marie Tifo et Pierre Lebeau, dans le cadre de l'émission Alexis Martin présente. En 2012, l'auteure est récipiendaire du Prix littéraire Le Droit pour son recueil Demain l’enfance. La même année, elle dirige avec Sabine Huynh, Angèle Paoli et Aurélie Tourniaire l'anthologie pas d’ici, pas d’ailleurs. Une rétrospective de son œuvre est publiée en 2015 sous le titre Sol ciel ciels sols. 
Andrée Lacelle contribue aussi à diverses revues comme Le Sabord, Éloizes, Envol, Estuaire et Francophonies d’Amérique. La revue Francophonies d'Amérique publie notamment la correspondance qu'elle entretient pendant un an avec l'auteur acadien Herménégilde Chiasson, dans laquelle les deux comparent « leurs points de vue sur le statut et le rôle des écrivains francophones en Amérique du Nord. »
La poétesse rayonne à l'international : elle est invitée, entre autres, au Théâtre-Poème de Bruxelles (1998), au Salon du livre de Paris (2006) et au Salon international des poètes francophones au Bénin (2009). En 2002, elle participe en tant que poète de la francophonie des Amériques au Congrès international des professeurs de français, à Paris. Et, en 2008, elle agit comme conseillère littéraire pour le spectacle Walser, créé au Goethe-Institut dans le cadre du 14e Festival international de littérature de Montréal. 
En 2016, Andrée Lacelle est intronisée au Temple de la renommée de VERSeFest, le Festival international de poésie d'Ottawa. L'année suivante, elle devient la première Poète lauréate francophone de la Ville d'Ottawa. Durant son mandat (2017-2019), elle réalise le projet Poèmes de la cité, à travers lequel des artistes visuels et des poètes francophones offrent « un point de vue personnel sur la ville qu'ils et elles habitent ou ont autrefois habitée ».  
En 2019, Andrée Lacelle dirige Les poèmes de la résistance (publié par les Éditions Prise de parole), la réponse de 37 poètes de l'Ontario français aux restrictions budgétaires du gouvernement de Doug Ford ciblant les services en français dans la province,. 
Les archives d'Andrée Lacelle sont conservées au Centre de recherche en civilisation canadienne-française de l'Université d'Ottawa.  

## Thématique et esthétique
Bien que « la poésie de Lacelle ne compte pas de référents identitaires ou géographiques précis, comme c'est souvent le cas chez d'autres poètes franco-ontariens qui lui sont contemporains », les thèmes de l'altérité, du temps et de l'espace sont toujours bien présents dans son œuvre. Sa poésie est souvent décrite comme une «poésie de l'intime», mais cette posture n'est qu'une étape sur le chemin qui conduit à «l'autre, bien souvent l'être aimé». Tout en étant lyriques, ses textes se distinguent par des «formulations ciselées et brèves». 
Dans sa poésie symbolique, notamment dans le recueil Tant de vie s'égare, Andrée Lacelle s’interroge sur la solitude et l’isolement, de même que sur son rapport au monde. Le thème de l'isolement est aussi présent dans La Voyageuse, où il revêt une valeur positive, puisqu'il offre une avenue de ressourcement, une façon d'échapper à l'influence d'autrui; ce ressourcement, ce «recentrement sur soi» permet ensuite une ouverture plus large au monde et à l'Autre, comme le souligne Élise Lepage dans son analyse de La lumière et l'heure. En bref, la parole poétique de Lacelle est animée d'une énergie «dilatatoire» qui détonne avec les sentiments d'exiguïté et d'aliénation souvent associés à la création poétique en Ontario français.     

## Œuvres

### Poésie
- Au soleil du souffle, Sudbury, Éditions Prise de parole, 1979, 47 p. (ISBN 9780920814215)
- Coïncidence secrète (ill. Denise Bloomfield), Ottawa, Éditions du Vermillon, 1985, 20 feuillets (ISBN 091992509X)
- Tant de vie s'égare, Ottawa, Éditions du Vermillon, 2007 (1re éd. 1994), 100 p. (ISBN 9781897058572)
- La voyageuse, Sudbury, Éditions Prise de parole, 1995, 79 p. (ISBN 9782894230527)
- La vie rouge, Ottawa, Éditions du Vermillon, 1998, 88 p. (ISBN 9781895873610)
- La lumière et l'heure, Ottawa, Éditions du Vermillon, 2004, 98 p. (ISBN 9781894547963)
- Demain l'enfance, Ottawa, Éditions du Vermillon, 2011, 80 p. (ISBN 9781926628691)
- Sol Ciel Ciels Sols : poèmes, dialogue, proses, 1979-2011 (préf. François Paré), Sudbury, Éditions Prise de parole, 2015, 448 p. (ISBN 9782894239469)
- La Visiteuse, Sudbury, Éditions Prise de parole, 2017, 67 p. (ISBN 9782897440695)
- dire, Sudbury, Éditions Prise de parole, 2022, 81 p. (ISBN 9782897443603)

### Radio-théâtre
- Survenance : dialogue, Ottawa, Éditions du Vermillon, 2001, 96 p. (ISBN 1894547187)

### Littérature jeunesse
- Bobikoki, mon chat n'aime pas..., Ottawa, Éditions du Vermillon, 1996, 24 p. (ISBN 1895873479)

### Ouvrages éducatifs
- 1989 - Folie des mots, un manuel d'écriture ludique, Centre de ressources pédagogiques

### Contributions à des anthologies
- Pas d'ici, pas d'ailleurs : anthologie poétique francophone de voix féminines contemporaines (préf. Déborah Heissler, sous la dir. de Sabine Huynh, Andrée Lacelle, Angèle Paoli, Aurélie Tourniaire), Paris, Voix d'encre, 2012, 335 p. (ISBN 9782351280782)

### Collectifs
- Poèmes de la résistance (sous la dir. d'Andrée Lacelle), Sudbury, Éditions Prise de parole, 2019, 109 p. (ISBN 9782897441845)
- Poèmes de la cité (sous la dir. d'Andrée Lacelle), Ottawa, Éditions David, 2020, 96 p. (ISBN 9782895977285)
- Lieux-dits, Sudbury, Éditions Prise de parole, 2023, 123 p. (ISBN 9782897443801)

## Prix et distinctions
- 1993 : Lauréate du Premier prix de poésie de la Société Radio-Canada[5]
- 1994 : Lauréate du Prix Trillium pour Tant de vie s'égare[5]
- 1995 : Lauréate du Prix de poésie de l'Alliance française d'Ottawa Hull pour Tant de vie s'égare[5]
- 1995 : Finaliste du Prix du Gouverneur général du Canada pour Tant de vie s'égare[5]
- 1995 : Finaliste du Prix Trillium pour La voyageuse[5]
- 1996 : Finaliste du Prix du livre d'Ottawa pour Tant de vie s'égare[5]
- 1999 : Invitée d'honneur au Salon du livre de l'Outaouais[5]
- 2004 : Finaliste du Prix Christine-Dumitriu-van-Saanen (Salon du livvre de Toronto) pour La lumière et l'heure[5]
- 2012 : Lauréate du Prix littéraire Le Droit pour Demain l'enfance [5]
- 2016 : Première poète franco-ontarienne intronisée au Temple de la renommée de VERSeFest[5]
- 2018 : Finaliste du Prix littéraire Le Droit pour La Visiteuse [5]
- 2018 : Finaliste du Prix du livre d'Ottawa pour La Visiteuse [5]
- 2023 : Finaliste du Prix Trillium pour dire[23]
- 2023 : Finaliste du Prix du livre d'Ottawa pour dire[24]